# آية الأخوة
آية الأخوة، هي الآية العاشرة من سورة الحجرات، تتحدث الآية عن أخوة المؤمنين مع بعضهم البعض، بمعنى الجميع إخوة في الدين والحرمة لا في النسب.

## نص الآية
﴿إِنَّمَا الْمُؤْمِنُونَ إِخْوَةٌ فَأَصْلِحُوا بَيْنَ أَخَوَيْكُمْ وَاتَّقُوا اللَّهَ لَعَلَّكُمْ تُرْحَمُونَ ۝١٠﴾ [الحجرات:10]

## فضل الآية
المبدأ الأساسي للمجتمع الإسلامي هو أن المؤمنين إخوة متحابين، وتشير الآية إلى المساواة بين الأفراد وعدم وجود اختلاف من حيث المجموعة العرقية والقبيلة والعرق، وإلى ضرورة الإصلاح بين الإخوة المسلمين في حالة وجود أي نزاع وخلاف.
تتحدث سورة الحجرات والآية عن سلوك المسلمين في مجتمعهم وتعلم الأخلاق الحميدة والأدب، من أهم رسائل السورة هي الأخوة وهي ضرورية لبناء مجتمع إسلامي أخلاقي.

## تفسير الآية
قوله تعالى: إنما المؤمنون إخوة أي في الدين والحرمة لا في النسب، فإن أخوة النسب تنقطع بمخالفة الدين، وأخوة الدين لا تنقطع بمخالفة النسب.

## مفاهيم الأخوة في الآية
يجب أن تكون العلاقة بين المؤمنين قوية وثنائية، ويجب استبدال الصراعات بين الإخوة بالسلام والإخلاص والتعاون، وفقًا للأحاديث النبوية: يقول النبي صلى الله عليه وسلم:
"المؤمن للمؤمن كالبنيان يشد بعضه بعضًا وشبك بين أصابعه".
"من كان في حاجة أخيه كان الله في حاجته".
"والله في عون العبد ما كان العبد في عون أخيه".
"المسلم أخو المسلم لا يظلمه ولا يسلمه".
"لا تحاسدوا ولا تباغضوا ولا تجسسوا ولا تحسسوا ولا تناجشوا وكونوا عباد الله إخوانا".
ويدل ذلك على أن المسلمون إخوة، لا يظلمون بعضهم بعضًا، ولا يتنازلون عن نصرتهم، ولا يتخلون عن إخوانهم في الشدائد.

## المؤاخاة بين المهاجرين والأنصار
آخى النبي محمد بعد دخوله المدينة المنورة بين المهاجرين والأنصار وذلك لتعزيز وحدة الأمة في المدينة المنورة، حيث أزالت المؤاخاة الفوارق القبلية التي كانت سائدة في المجتمع قبل الإسلام.